# Stolzia atrorubra
Stolzia atrorubra là một loài thực vật có hoa trong họ Lan. Loài này được Mansf. miêu tả khoa học đầu tiên năm 1934.